# Phyllomedusa venusta
Phyllomedusa venusta es una especie de anfibios de la familia Phyllomedusidae.
Habita en Venezuela, Colombia y Panamá.
Sus hábitats naturales incluyen bosques tropicales o subtropicales secos, pantanos, marismas de agua dulce, corrientes intermitentes de agua y zonas previamente boscosas ahora muy degradadas
Está amenazada de extinción por la destrucción de su hábitat natural.